# رازق فانی
رازق فانی (زاده ۳۰ دسامبر ۱۹۴۳ - درگذشته ۲۲ آوریل ۲۰۰۷) شاعر و داستان‌نویس اهل افغانستان بود. او بیش از ده جلد شعر و رمان به زبان فارسی منتشر نموده است.

## زندگی‌نامه
رازق فانی فرزند محمدصدیق، در زمستان سال ۱۳۲۲ خورشیدی در گذر بارانهٔ کابل چشم به جهان گشود. بعد از تکمیل تحصیلات ابتدایی و دبیرستان در کابل، تحصیلات عالی را تا سطح کارشناسی در رشتهٔ اقتصاد در بلغارستان تمام نموده است. فانی در سال ۱۳۶۷ با خانواده‌اش افغانستان را به مقصد هند ترک کرد و نزدیک به دو سال در آن‌جا زندگی کردند. در سال ۱۳۶۹ خورشیدی آن‌ها وارد ایالات متحده شدند و سن دیگو، کالیفرنیا را دومین خانه خود کردند. رازق فانی دارای یک پسر به نام‌های جمشید و ۳ دختر دارد. استاد فانی در ۲۲ آوریل ۲۰۰۷ بر اثر سرطان در سن ۶۳ سالگی درگذشت.

## فعالیت‌های هنری
فانی از سال ۱۳۴۰ خورشیدی به سرودن شعر آغاز نمود و تقریباً از همان سال‌ها، سروده‌هایش در برگ‌های مجلات و جراید کابل چاپ شدند. نخستین گزینهٔ شعر فانی با نام ارمغان جوانی در سال ۱۳۴۴ خورشیدی از سوی وزارت اطلاعات و فرهنگ وقت چاپ و برنده جایزهٔ ادبی نیز گردیده است. بارانه دومین اثر فانی در قالب داستان میانه، در سال ۱۳۶۳ خورشیدی چاپ شد و دومین گزیده شعر فانی با نام پیامبر باران در سال ۱۳۶۵ خورشیدی از سوی انجمن نویسنده‌گان افغانستان چاپ گردید. رازق فانی سوای سرایش شعر و داستان، طنز نیز می‌نویسد، چنانچه تعدادی از طنزهای وی در بهار سال ۱۳۶۷ خورشیدی با نام آمر باصلاحیت به‌شکل کتاب مستقل از سوی انجمن نویسنده‌گان افغانستان چاپ و منتشر گردیده است.

## کتابشناسی

### کتاب شعر
1. ارمغان جوانی (مجموعه اشعار)؛ کابل افغانستان ۱۹۶۶ میلادی.
2. . پیامبر باران؛ گزیده اشعار. کابل، چاپخانه دولتی، ۱۳۶۵ شمسی.
3. عابر و آفتاب؛ (مجموعه اشعار) کالیفرنیا ۱۹۹۴ میلادی.
4. شکست شب؛ (مجموعه اشعار) کالیفرنیا ۱۹۹۷ میلادی.
5. . ابر و آفتاب؛ سال ۱۳۷۲ در کالیفورنیا.
6. همه جا دکان گل رنگ است؛ انتشارات تاک
7. دشت آیینه و تصویر؛ سال ۱۳۸۳ در کالیفورنیا
8. حضرت عیشق
9. پرتاوه خورشید بر دیوار

### کتاب نثر
- بارانه (رمان). کابل، چاپخانه دولتی، ۱۳۶۲ شمسی
- آمر باصلاحیت (مجموعه طنز). انجمن نویسندگان افغانستان، کابل، افغانستان ۱۹۸۷ میلادی

مجموعه شعرها غزل است. نمایشی، قصیده، دو بیتی‌ها همه در زمانی که او دور از افغانستان زندگی می‌کرد منتشر شد.

## نمونه سروده‌ها
صدف
| همه جا دکان رنگ است همه رنگ می‌فروشد  |  | دل من به شیشه سوزد همه سنگ می‌فروشد  |
| به کرشمه‌ای نگاهش دل ساده لوح ما را   |  | چه به ناز می‌رباید چه قشنگ می‌فروشد   |
| شرری بگیر و آتش به جهان بزن تو ای آه |  | ز شراره‌ای که هر شب دل تنگ می‌فروشد   |
| به دکان بخت مردم کی نشسته است یارب   |  | گل خنده می‌ستاند غم جنگ می‌فروشد      |
| دل کس به کس نسوزد به محیط ما به حدی  |  | که غزال چوچه‌اش را به پلنگ می‌فروشد   |
| مدتی‌ست کس ندیده گهری به قلزم ما      |  | که صدف هر آنچه دارد به نهنگ می‌فروشد |
| ز تنور طبع فانی تو مجو سرود آرام     |  | مطلب گل از دکانی که تفنگ می‌فروشد    |

حذف و گهر
| طعنه برخسته رهروان نزنید      |  | بوسه بر دست ره‌زنان نزنید   |
| چون کمان کهنه شد، کمانش پیر   |  | به هدف تیر ازآن کمان نزنید |
| تکیه بر زنده گان کنید ای قوم  |  | تاج بر فرق مردگان نزنید    |
| هیچ‌گاهی خزف گهر نشود          |  | خاک در چشم مردمان نزنید    |
| چون خود از همرهان قافله‌اید    |  | همره دزد کاروان نزنید      |
| باده با دوست در عیان چو خورید |  | لقمه با غیر در نهان نزنید  |